# Харингтон, Джон
Сэр Джон Харингтон (англ. John Harington; 4 августа 1560, Сомерсет — 20 ноября 1612) — английский поэт и переводчик, изобретатель, придворный Елизаветы I Тюдор (являлся её крестником). Сын Джона Харингтона (англ.), поэта и приближённого короля Генриха VIII, а также принцессы Елизаветы.
Получил известность своими литературными работами, часто непристойного по меркам того времени содержания. В 1581 году перевёл на английский язык поэму «Неистовый Роланд» итальянского поэта Лудовико Ариосто. Переводу было предпослано программное сочинение — «Предисловие, или Короткая апология поэзии». Считается автором первого реализованного на практике смывного туалета (ватерклозет), проект которого описал в аллегорическом трактате «Новое рассуждение на старую тему» с подзаголовком «Метаморфоза Аякса», имеющем сатирическую и политическую направленность против царивших при дворе нравов. Автор ряда сатирических стихов и острых эпиграмм. В 1607 году издал сборник своих стихотворений, а в 1608 году осуществил свободный перевод поэмы «Салернский кодекс здоровья» (лат. Regimen sanitatis Salernitanum). Позже из его писем и небольших произведений был составлен сборник «Nugae Antiquae» (1769—1775).

## Биография и творчество

### Ранние годы
Джон Харингтон родился 4 августа 1560 года в Келстоне, в Сомерсете. Происходил из семьи поэта Джона Харингтона (1517—1582) и его второй жены, королевской фрейлины Изабеллы Маркем (1527—1579). Его отец занимал должность хранителя королевских зданий при короле Генрихе VIII, который пожаловал Харингтону и его первой жене Этельреде Мальте (внебрачная дочь короля) поместье в Келстоне. После смерти первой жены Харингтон-старший был соратником принцессы Елизаветы (будущая королева Елизавета I), которая стала крёстной их первенца Джона. Так как Джон был первым из 102 крестников бездетной королевы, то она относилась с участием к его жизни, вела с ним переписку, ценила его ум и образованность. Будущий поэт получил образование в престижных Итонском колледже и в Королевском колледже в Кембридже, где изучал право. В молодом возрасте был привлечён к работе в королевском суде.

### Отдаление от двора
После смерти отца в июле 1582 года вернулся в фамильное поместье Келстон, где начал переводить на английский язык поэму итальянского поэта Лудовико Ариосто «Неистовый Роланд». Работа над обширной поэмой, состоящей из трёх тысяч стихов, шла тяжело и, по признанию самого Харингтона, отняла у него «немало лет, месяцев, недель и дней». Перевод был окончен в конце 1592 года и в нём был сохранён стихотворный размер оригинала (октава). Ему был предпослано программное «Предисловие, или Короткая апология поэзии» (англ. A Preface, or Briefe Apologie of Poetne). Первое издание своего перевода он посвятил королеве Елизавете. Эта книга была переиздана в 1607 и 1634 годах, а его перевод получил высокую оценку, сохраняет значение и востребован у англоязычных читателей до настоящего времени. В 1583 году Харингтон женился на Мэри Роджерс (англ. Mary Rogers). Имел девять детей (согласно другим сведениям — 15), двое из которых умерли при рождении.

### Создание ватерклозета и трактат «Метаморфоза Аякса»
Харингтону приписывают изобретение и создание для престарелой королевы Елизаветы I унитаза с водяным смывом, первого в Европе, описанного им самим в стихах в 1596 году. Ещё до его изобретения были и другие варианты туалетов со смывом, авторство которых точно не выяснено. Наиболее известен проект Леонардо да Винчи, который в конце жизни, живя во Франции, создал вариант сливного туалета в виде седалища, к которому подводилась вода для смыва, уходящего в сточный резервуар или яму. Однако это изобретение да Винчи не было реализовано на практике. Изобретение Харингтона стоило 6 шиллингов 8 пенсов, но широкого применения не нашло. Некоторые авторы высказывают сомнения о том, применялся ли туалет Харингтона на практике. Описание такого туалета содержится в аллегорическом трактате «Новое рассуждение на старую тему» с подзаголовком «Метаморфоза Аякса», под псевдонимом Мисакмос (ненавистник грязи), который он прислал королеве в 1596 году. В нём содержатся сатирические намёки на придворную жизнь и личную жизнь королевы. Книга разделена на три части, во второй части приводится описание устройства и руководство по эксплуатация туалета, проиллюстрированное слугой Харингтона, Томасом Кумом. При нажиме на рычаг сбоку от сиденья открывается клапан, и вода стекает из цистерны в нижнюю часть чаши, после чего производится смыв в расположенную внизу выгребную яму. В этой книге упоминается также, где можно приобрести необходимые комплектующие и сколько они стоят. Такое устройство Харингтон установил у себя в поместье, однако оно не сохранилось, сгорев во время крестьянских волнений. По мнению историка Анны Уайтлок, одна из эпиграмм, которую он адресовал «Дамам внутренних покоев королевы после чистки их душистой уборной в Ричмонде», является свидетельством того, что один водный туалет конструкции Харингтона был установлен в лондонском Ричмондском дворце и функционировал. Такого же мнения придерживаются авторы книги «Мировая история (туалета)» отмечая, что Харингтон не только является автором первого в Европе проекта внутреннего сливного ватерклозета, но и сумел сделать два действующих образца. Эвфемизм «Джон» (англ. John), используемый в англоязычных странах, в частности, в США, как считают некоторые исследователи, восходит к имени Харингтона и его изобретению, хотя это утверждение и имеет своих противников. В то время ватерклозет, несмотря на полученную известность, не получил распространения из-за отсутствия канализации и водоснабжения, а на долю его изобретателя посыпались многочисленные насмешки, которые затрагивали и королеву, так как некоторые намекали на то, что устройство Харингтона подозрительно напоминает королевский трон. После этих событий поэт несколько лет находился в опале и жил у себя в имении.

### Поздние годы
К 1599 году, когда королева успокоилась и вернула ему своё расположение, он был назначен сопровождать графа Эссекса в Ирландию, на которого была возложена миссия по подавлению местного восстания. Видимо, Харингтон должен был присматривать за действиями командующего армией, но он подружился с графом Эссексом и принял от него рыцарство. Военные действия английских войск складывались неудачно, Эссекс предпринял попытку государственного переворота, после чего был обвинён в измене, арестован и казнён. Харингтон вновь оказался в опале и отправлен в своё имение, но в начале 1601 года вернулся ко двору. После смерти королевы он поклялся прекратить литературную деятельность, но не сдержал этого обещания. Так, он создал литературный отчёт о ходе военных действий во время Ирландской экспедиции. В 1607 году издал сборник своих стихотворений, а в 1608 году осуществил свободный перевод поэмы «Салернский кодекс здоровья» (лат. Regimen sanitatis Salernitanum). Сэр Джон Харингтон умер 20 ноября 1612 года, был похоронен в своём имении Келстон в церкви Святого Николая. Его супруга пережила его на 20 лет.
Из писем и небольших произведений Харингтона был составлен сборник «Nugae Antiquae» (1769—1775). Харингтон получил известность за свои сатирические стихи и эпиграммы. Всего написал более 400 эпиграмм, которые получили распространение в неопубликованном виде. При его жизни было напечатано только одно издание его эпиграмм. Известность в СССР и в России приобрела эпиграмма Харингтона «Об измене», которую в своём вольном переводе С. Я. Маршак назвал «Простая истина»: «Мятеж не может кончиться удачей, — // В противном случае его зовут иначе». В оригинале вместо слова «мятеж» автор употребил слово «(государственная) измена» (англ.  treason):

Treason doth never prosper, what’s the reason?
For if it prosper, none dare call it Treason.
Точный (дословный, но нерифмованный) перевод этой эпиграммы звучит следующим образом: «Измена не может увенчаться успехом, или её никто не посмеет назвать изменой»
Историко-биографический контекст этой эпиграммы заключается в том, что Харингтон был близок к фавориту королевы Елизаветы I графу Эссексу. Когда последний, вследствие военных неудач, впал в немилость, Харингтон пытался безуспешно примирить королеву с графом, который в конечном итоге неудачно выступил против королевы с мятежом, предстал перед судом, был обвинён в измене, которую покаянно признал, и был казнён.

## В культуре
В телесериале «Южный парк» Джон Харингтон появляется в качестве призрака в первом эпизоде «Перевёрнутая наездница» шестнадцатого сезона. Он объясняет, как правильно использовать своё изобретение, — туалет.
В феврале 2014 года британский актёр Кит Харингтон, исполнитель роли Джона Сноу в сериале телеканала НВО «Игра Престолов», выступая в ночном теле-шоу «Джимми Киммел в прямом эфире» (англ. Jimmy Kimmel Live!) американского канала АВС, заявил, что поэт Джон Харингтон является его предком.